# 人工心臓
人工心臓（じんこうしんぞう）とは、心臓の機能の代替もしくは補助を行うために用いられる人工臓器である。
国際的に見て、日本の医療機器の承認には制度上諸外国で承認された機器との時間的なラグが生じるが（デバイス・ラグ）、特に人工心臓では、承認の遅れにより本来ならば助かるはずの患者の生命が失われることもありうるので、学会等でも日本の承認の遅れの問題は大きな問題として取り上げられている。未だ自然の心臓に匹敵するような完全なものは存在しておらず、目下研究中の分野である。

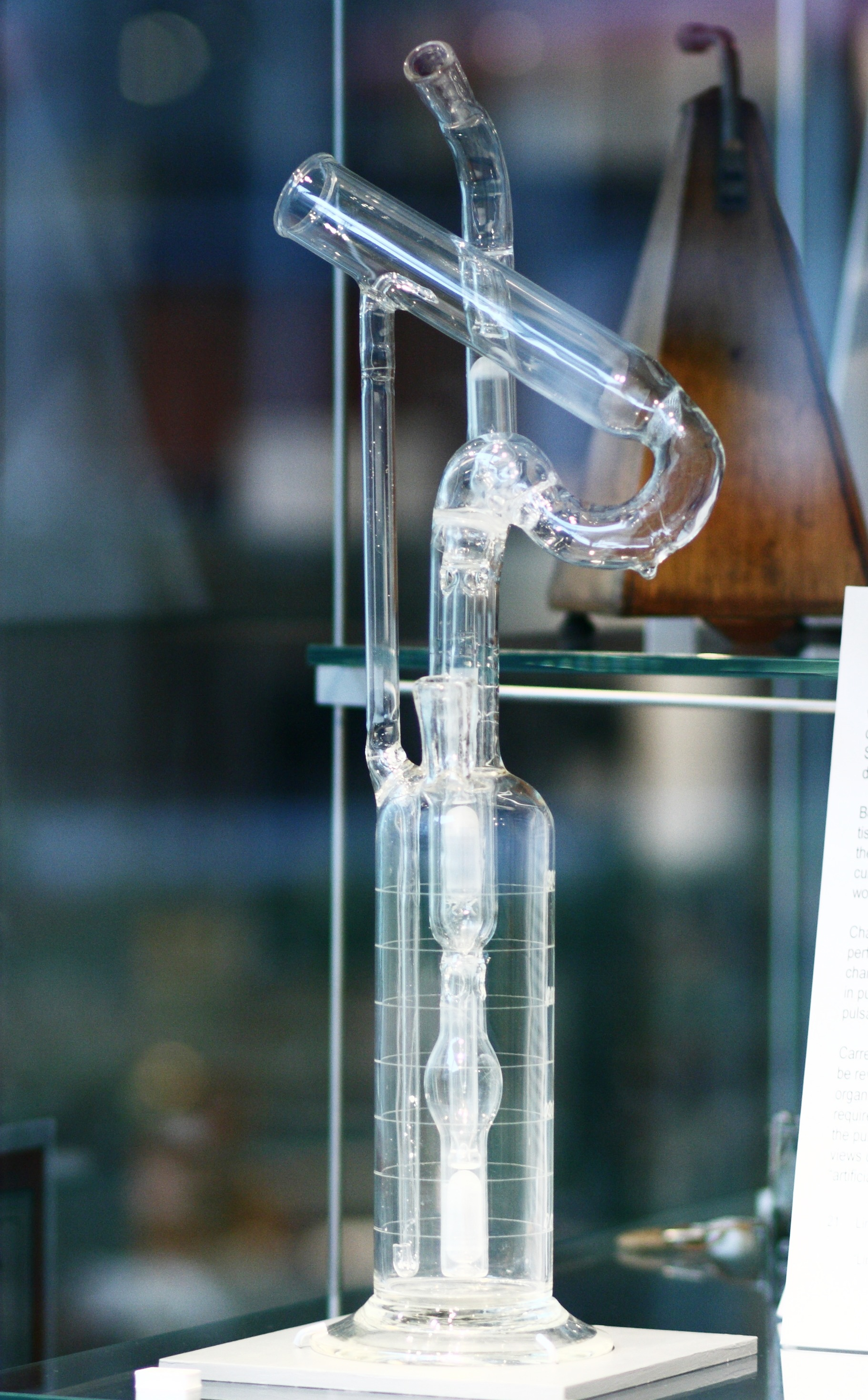
リンドバーグの還流ポンプ

チャールズ・リンドバーグの大きな業績の一つとして人工心臓の開発がある。リンドバーグには心臓弁膜症を患っている姉がおり、心臓病の治療法を開発したいという思いから生理学者アレクシス・カレルの研究室を訪れた。2人は意気投合し共同研究をおこない、1935年に「カレル・リンドバーグポンプ」を開発。これは今日の人工心臓に影響を与えている。組織が体外で生き続るための生理学的条件についてはカレルの知識が、血液を連続して環流させるポンプ装置の発明についてはリンドバーグの工学知識が生かされた。

## 種類
人工心臓には、患者自身の心臓を摘出して埋め込まれる「全置換型人工心臓」と、患者の心臓を温存して心機能を補助する「補助人工心臓」が存在する。

### 全置換型人工心臓
全置換型人工心臓としては、ロバート・ジャーヴィックによる空気圧駆動型のJarvik-7が1982年にアメリカで臨床応用されたが、ポンプ内の血栓形成が原因で起こる脳卒中などの合併症で使われなくなった。血栓の形成は人工心臓において最も解決が難しい問題の1つであり、血栓への対処については黎明期の技術水準では全く不足していた。2000年代に入り、米アビオメッド社が開発した電磁駆動のアビオコアが臨床使用されるようになったが、これは余命がわずかであることが判明している患者に対し、数ヶ月延命させることを目的としたものであった。2004年までに14名が手術を受けたが、いずれも数日から数ヶ月で死亡、14例のうち最長でも512日で死亡している。これ以降アビオコアの使用は倫理的な問題から中断している。その後アビオメッド社はアビオコアIIの開発を進めていたが、2015年に開発は中止され、臨床使用には至らなかった。
症例数から計算すると、補助人工心臓だけで救命できる症例数のほうが多く、全置換型人工心臓は開発しても採算が取れないと言う試算もあることから、現在は開発プロジェクト自体が多くない。その中において、東京大学の研究チームは、デザイナーの川崎和男とともに全置換型を目指して共同開発を進めている。
従来の人工心臓は、拍動を再現することが必要だと考えられていたために複雑な構造が必要だったが、近年では簡単な構造の無拍動型の人工心臓が実績を上げつつあり、各国の研究チームが開発を競っている。
小型の補助心臓を2つ使い、全置換型人工心臓とさせる技術もある。
体の大きい人には有利な全置換型人工心臓は複数あるが、体の小さい日本人や子供などには
合致しないケースも多く、小型化がすすめられている。

### 補助人工心臓
補助人工心臓は、患者自身の心機能を補助するものである。日本では、内科的治療抵抗性の重症心不全症例に対して心臓移植までの生命を維持するために用いられる。現在は「体外設置型」「体内植込型」「カテーテル型」に大別される。
- 体外設置型
  - ニプロVAD：日本東洋紡・ニプロ　NCBC（小型駆動装置）型もある。

- 体内植込型：日本で使用できる機器は以下の通り。
  - Heart Mate II：アメリカThoratec社
  - EVAHEART：日本サンメディカル（東京女子医科大学・早稲田大学・東京大学）
  - Dura Heart：日本テルモ
  - JARVIK 2000 Flowmaker：アメリカJarvic Heart社
  - HEARTWARE HVAD
- カテーテル型
  - IMPELLA：米国アビオメッド社

2012年には東北大学の研究チームが、磁気を利用することで電源をワイヤレス化した、完全に埋め込める人工心臓用のポンプを開発したと発表した。完全に埋め込み出来るサイズではあるが、人間の心臓とほぼ同等の流量と圧力を実現しており、動物実験でも動作が確認されている。ワイヤレス技術を担当する石山和志らのグループは、カプセル内視鏡を磁気で移動させる技術などを開発しており、その技術が導入されている。研究チームではこのポンプを利用した、完全埋め込み型の補助人工心臓の開発を目指している。